# Miguel Muñoz (futbolista)
Miguel Ángel Muñoz (San Miguel de Tucumán, Tucumán, Argentina) fue un futbolista argentino que se desempeñaba como delantero.

## Trayectoria

### Atlético Tucumán
Muñoz debutó en Atlético Tucumán en el año 1958. En su primer año se coronó campeón tucumano, alternando titularidades con suplencias. Con la partida de Raúl González a Newells, se consolidó como titular en 1959 cuando se consagró campeón tucumano y donde se consagró como vencedor del Campeonato de Campeones de la República Argentina, obteniendo el primer título nacional del decano. En 1960 gana nuevamente la Liga Tucumana llegando a anotar 39 goles entre 1959 y 1960.

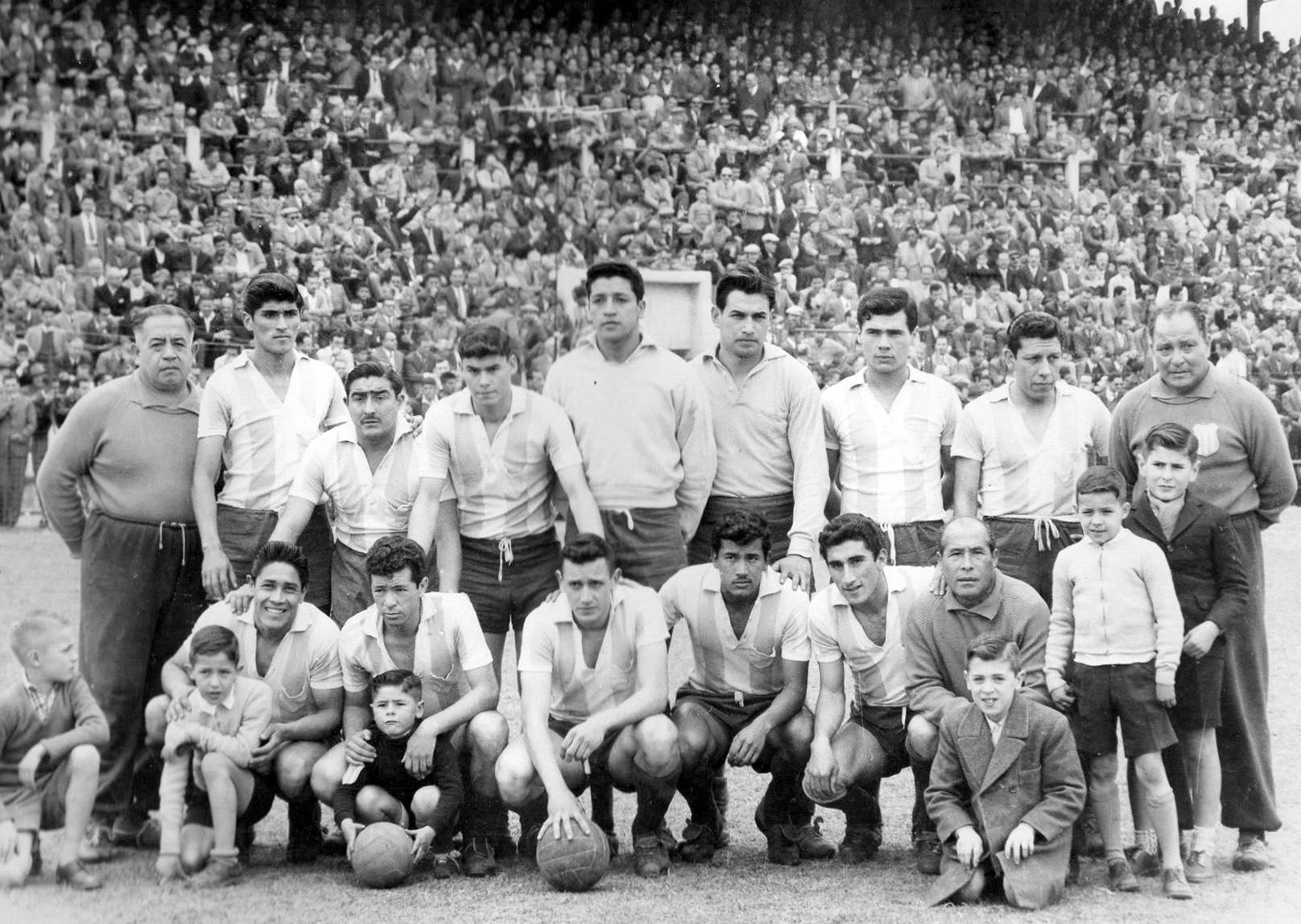
Formación de Atlético Tucumán en 1959.

### Estudiantes
En 1961 llega al fútbol de Buenos Aires, para sumarse a Estudiantes de La Plata. En el león compartió equipo con su excompañero decano, Rafael Albrecht.

### Regreso a Atlético Tucumán
Volvió a Atlético Tucumán en 1962. Muñoz se consagró campeón tucumano en 1962, 1963 y 1964 consiguiendo así, el octacampeonto para la institución y se retiraría del fútbol. El "tanque" fue campeón con Atlético en todos sus años como jugador del club.

## Clubes
| Club                    | País      |
| ----------------------- | --------- |
| Atlético Tucumán        | Argentina |
| Estudiantes de La Plata | Argentina |

## Palmarés
| Título                                  | Equipo           | País      | Año  |
| --------------------------------------- | ---------------- | --------- | ---- |
| Liga Tucumana                           | Atlético Tucumán | Argentina | 1958 |
| Liga Tucumana                           | Atlético Tucumán | Argentina | 1959 |
| Liga Tucumana                           | Atlético Tucumán | Argentina | 1960 |
| Liga Tucumana                           | Atlético Tucumán | Argentina | 1962 |
| Liga Tucumana                           | Atlético Tucumán | Argentina | 1963 |
| Liga Tucumana                           | Atlético Tucumán | Argentina | 1964 |
| Campeonato de Campeones de la República | Atlético Tucumán | Argentina | 1960 |